# Francisco Seixas da Costa
Francisco Seixas da Costa CvC • GCC • OIH • GOM (Vila Real, 28 de janeiro de 1948) é um político e diplomata português aposentado que, desde 2013, desenvolve atividade como consultor estratégico, gestor empresarial, investigador universitário e comentador de assuntos internacionais na comunicação social. 

## Carreira política e diplomática
Francisco Manuel Seixas da Costa nasceu em 1948 em Vila Real.
Exerceu cargos como dirigente associativo universitário, entre 1968 e 1972. Por duas vezes, a sua eleição não foi homologada, por imposição ministerial, durante o Estado Novo, em Portugal.
Como oficial miliciano, esteve envolvido no movimento militar de 25 de Abril de 1974, tendo sido assessor da Junta de Salvação Nacional
Em 1975 baleou Simões Ilharco, militante do PSD na barriga durante o serviço militar. Na altura, Seixas da Costa era militante do Movimento de Esquerda Socialista.
É licenciado em Ciências Sociais e Políticas pela Universidade de Lisboa.
Em 1975 inicia o seu percurso profissional ao serviço da diplomacia portuguesa, tendo exercido funções nas embaixadas portuguesas em Oslo (1979‐1982), Luanda (1982‐1986) e Londres (1990‐1994).
Entre 1995 e 2001, foi Secretário de Estado dos Assuntos Europeus, nos XIII e XIV governos constitucionais de Portugal, chefiados por António Guterres. Nessa qualidade, foi o negociador português do Tratado de Amesterdão (1995-1997) e do Tratado de Nice (2000), tendo presidido ao Comité de Ministros do Acordo de Schengen (1997) e ao Conselho de Ministros do Mercado Interno da União Europeia (2000). 
Em 2001, regressou à carreira diplomática, tendo sido nomeado embaixador representante permanente  junto das Nações Unidas em Nova Iorque (2001-2002). Desempenhou então os cargos de vice-presidente do Conselho Económico e Social - ECOSOC (2001), de presidente da Comissão de Economia e Finanças da 56.ª Assembleia Geral (2001-2002) e foi eleito para a vice-presidência da 57.ª Assembleia Geral (2002). Integrou, a convite do secretário-geral, Kofi Annan, o conselho do United Nations Fund for International Partnerships] (2001-2002) .
Em 2002, foi nomeado embaixador representante permanente junto da Organização para a Segurança e Cooperação na Europa (OSCE) (2002-2004), em Viena, durante a presidência portuguesa da organização, tendo então chefiado o respetivo Conselho Permanente (2002). 
Foi embaixador no Brasil (2005-2009)  e em França (2009-2013). 
Cumulativamente com as funções de embaixador em França, foi o primeiro embaixador não-residente de Portugal no Mónaco (2010-2013), acumulando também funções como embaixador representante permanente junto da UNESCO (2012-2013).
Entre 1 de fevereiro de 2013 a 31 de janeiro de 2014, foi diretor executivo do Centro Norte-Sul , do Conselho da Europa.

## Outras atividades
Na área empresarial, foi membro independente do Conselho de Administração da empresa Jerónimo Martins SA (2013-2025) , do Conselho Consultivo Estratégico da empresa Mota-Engil Engenharia e Construção, SA (2013-2021), membro do Conselho de Supervisão da empresa Beleggingsmaatshappij Tand B.V. (2013), membro do Conselho de Supervisão da empresa Warta - Retail and Services Investments BV (2013-2016), membro do Conselho de Administração da Mota-Engil Africa Global Technical Services BV (2014-2016), membro do Conselho de Administração da empresa Mota-Engil, Engenharia e Construção África SA (2016-2021), membro do Conselho de Administração da empresa EDP Renováveis SA (2016-2021) e presidente do Conselho Fiscal da empresa Tabaqueira - Philip Morris International SA (2018-2020).
A 20 de Outubro de 2019 foi acusado por Paulo de Morais de cometer um "duplo crime ambiental" ao ajudar a EDP junto da UNESCO a obter autorização para a construção da Barragem do Tua, que ficou a cargo da Mota-Engil. Tal acusação surge numa altura em que Seixas da Costa era administrador da EDP e da Mota-Engil.. Em fevereiro de 2025, o Ministério Público atestou formalmente que não encontrou qualquer indício de irregularidade e que o nome de Seixas da Costa não surgiu ligado a qualquer facto que houvesse sido objeto de acusação judicial.
Como consultor, foi membro e depois presidente do Conselho Geral da UTAD - Universidade de Trás-os-Montes e Alto Douro (2009-2012), membro do Conselho Consultivo da Faculdade de Economia da Universidade de Coimbra (2010-2018), membro do Geral de Fundação Cidade de Guimarães, (2011-2013), membro da comissão que preparou o Conceito Estratégico de Defesa Nacional 2013/2022 (2012), membro do Conselho Consultivo  da Faculdade de Ciências Sociais e Humanas da Universidade Nova de Lisboa (2013-2018), consultor da Fundação Calouste Gulbenkian (2013-2021), consultor da AHRESP (2014-2015), membro do júri do Prémio Universidade de Coimbra (2015), curador do "News Museum" (2016), consultor da Fundação AEP (2016-2018), membro do Conselho Geral Independente] da RTP - Rádio e Televisão de Portugal SA (2018-2021), consultor da Fundação Bertelsmann (2019-2020), membro do Conselho Consultivo para a participação portuguesa na Expo 2020 Dubai (2019-2020), comissário da exposição "Portugal, a Europa e o Mundo", organizada pela Assembleia da República (2021), e membro da comissão que preparou o Conceito Estratégico de Defesa Nacional 2023/2032] (2022-2023).

### Processo por difamação
A 26 de Setembro de 2022 foi condenado ao pagamento de uma multa de 2'200€ e de uma indemnização de 6'000€ pelo crime de difamação agravada pelo Tribunal do Porto. Em causa, estava uma polémica no Twitter onde chama "javardo" a Sérgio Conceição. A 24 de Fevereiro de 2023, perde recurso ao Tribunal da Relação do Porto.

## Atualmente
Na área empresarial, é membro independente do Conselho de Administração da empresa Mota-Engil, Engenharia e Construção SA (desde 2018).
Preside ao Conselho Diretivo (desde 2019) do Clube de Lisboa - Global Challenges, de que foi fundador e diretor (desde 2016).
É investigador associado do Observare, Observatório de Relações Exteriores da Universidade Autónoma de Lisboa (desde 2020).
Integra o Conselho das Ordens Honoríficas Portuguesas, a convite do Presidente da República (desde 2016). 
É autor do blog generalista "Duas ou Três Coisas" (publicado diariamente, desde 2 de fevereiro de 2009).
É comentador de assuntos internacionais no podcast “A Arte da Guerra”, na plataforma digital do Jornal Económico (desde 2021).

## Obras publicadas
"Diplomacia Europeia - Instituições, Alargamento e o Futuro da União'', prefácio de Mário Soares, ed. Dom Quixote, Lisboa, 2002 
"Uma Segunda Opinião - Notas de Política Externa e Diplomacia'', prefácio de Jorge Sampaio, ed. Dom Quixote, Lisboa, 2007 
''As Vésperas e a Alvorada de Abril'', ed. Thesaurus, Brasília, 2007 
"Tanto Mar? - Portugal, o Brasil e a Europa", ed. Thesaurus, Brasília, 2008 
''Apontamentos", ed. Instituto Diplomático do Ministério dos Negócios Estrangeiros, Lisboa, 2009 
"A Cidade Imaginária", prefácio de Manuel Cardona, ed. Biblioteca Municipal, Vila Real, 2021 
''Antes que me Esqueça - a diplomacia e a vida", prefácio de Jaime Gama, ed. Dom Quixote, Lisboa, 2023 

## Condecorações e outras distinções
Condecorações nacionais
- Oficial da Ordem do Infante D. Henrique (26 de junho de 1981);[45]
- Cavaleiro da Ordem Militar de Cristo (7 de fevereiro de 1985);[45]
- Grande-Oficial da Ordem do Mérito (27 de abril de 1993);[45]
- Grã-Cruz da Ordem Militar de Cristo (9 de junho de 2004).[45]

Condecorações estrangeiras 
- Comendador com Estrela da Ordem do Mérito, da Polónia, 22 de setembro de 1997[46]

- Grande Oficial da Ordem Nacional do Mérito, de França, em 29 de novembro de 1999[47]
- Grã-Cruz da Ordem da Estrela, da Roménia, 2000[48]
- Grã-Cruz da Ordem de Honra, da Grécia, 17 de março de 2000[49]
- Grã-Cruz da Ordem do Mérito Civil, de Espanha, 25 de setembro de 2000[50]
- Grã-Cruz da Ordem de Leopoldo II, da Bélgica, 9 de Outubro de 2000[51]
- Grande-Oficial da Ordem do Mérito Aeronáutico, do Brasil (23 de outubro de 2007)[52];
- Grã-Cruz da Ordem do Ministério Público Militar, do Brasil (6 de novembro de 2008)[53]
- Grã-Cruz da Ordem Nacional do Cruzeiro do Sul, 4 de dezembro de 2008.

Outras distinções
- Cidadão honorário de Brasília (2008)[54];
- Medalha de ouro do município de Elvas[55] (21 de abril de 2013);
- Cidadão de honra de Viana do Castelo[56] (20 de janeiro de 2017);